# Acadiens en Nouvelle-Écosse

Les communautés acadiennes de Nouvelle-Écosse.

Les Acadiens forment une minorité importante dans la province canadienne de Nouvelle-Écosse. Il y a sept principales communautés acadiennes en Nouvelle-Écosse : la région d'Argyle (aussi appelée Par-en-Bas), la région de Clare (communément appelée la Baie-Sainte-Marie), la région de Minudie, Nappan et Maccan dans le comté de Cumberland, la région de Chéticamp, la région de l'Isle Madame, la région de Pomquet, Tracadie et Havre-Boucher dans le comté d'Antigonish et la région de Chezzetcook, à Halifax.

## Histoire

### Régime français
Le territoire de la Nouvelle-Écosse fut habité par les Micmacs depuis plusieurs millénaires. Les Vikings fondèrent une colonie à Terre-Neuve vers l'An Mil et il est plausible qu'ils poussèrent plus loin leur exploration. Des pêcheurs portugais, basques et français fréquentèrent la région à partir de la fin du XVe siècle, attirés par la grande quantité de morue. Le Grand Atlas des Explorations de 1991 mentionne une date de 1481. Ces pêcheurs s'établissaient seulement de façon temporaire et ne rapportaient pas leurs observations ni ne faisaient de cartes. Par contre, plusieurs explorateurs parcoururent les côtes, dont Giovanni da Verrazano en 1524 et Jacques Cartier à partir de 1534. Il fallut attendre le règne du roi de France Henri IV pour que la colonisation commence réellement. Après l'échec de la colonie de l'île de Sable en 1598, le roi accorda le monopole du commerce à Pierre Dugua de Mons, à condition qu'il établisse une colonie viable et qu'il convertisse les Amérindiens Cette colonie prit le nom d'Acadie et comprenait le territoire s'étendant du New Jersey actuel jusqu'au Cap-Breton, bien que ses limites changeront au cours de l'histoire. Accompagné de 79 hommes dont Samuel de Champlain et Jean de Poutrincourt, De Mons parti pour l'Acadie en mars 1604. Arrivé en mai, l'expédition explora les rives de l'océan Atlantique et de la baie Française, aujourd'hui la baie de Fundy, avant de s'établir à l'île Sainte-Croix, dans l'actuel Maine. Près de la moitié des membres de l'expédition moururent du scorbut ou de faim durant le premier hiver. En 1605, De Mons et Champlain décidèrent de déplacer la colonie sur la rive nord de la rivière Dauphin, aujourd'hui la rivière Annapolis, dans l'actuelle Nouvelle-Écosse. C'est à cet endroit que fut fondé Port-Royal. Champlain et De Mons continuèrent leur explorations et étudièrent les Micmacs, ce qui les aida à survivre. La plupart des habitants quittèrent avant l'hiver mais Poutrincourt revint en 1606, avec un groupe d'ouvriers et plusieurs aristocrates dont son fils Charles de Biencourt, l'apothicaire et horticulteur Louis Hébert, Claude de Saint-Étienne de la Tour et son fils Charles de la Tour ainsi que l'avocat et poète Marc Lescarbot. Ce dernier produisit la première pièce de théâtre d'Amérique du Nord, Le Théâtre de Neptune, et écrit Histoire de la Nouvelle-France. Les colons tissèrent des liens avec les Micmacs et leur chef Membertou, alors que ces derniers se convertirent au catholicisme. Les colons retournèrent en France en 1607 car le monopole de De Mons lui fut retiré. Poutrincourt revint en 1610, accompagné de Claude et Charles de la Tour, de Louis Hébert, de l'abbé Jessé Fléché et d'une vingtaine de colons.

## Société et enjeux

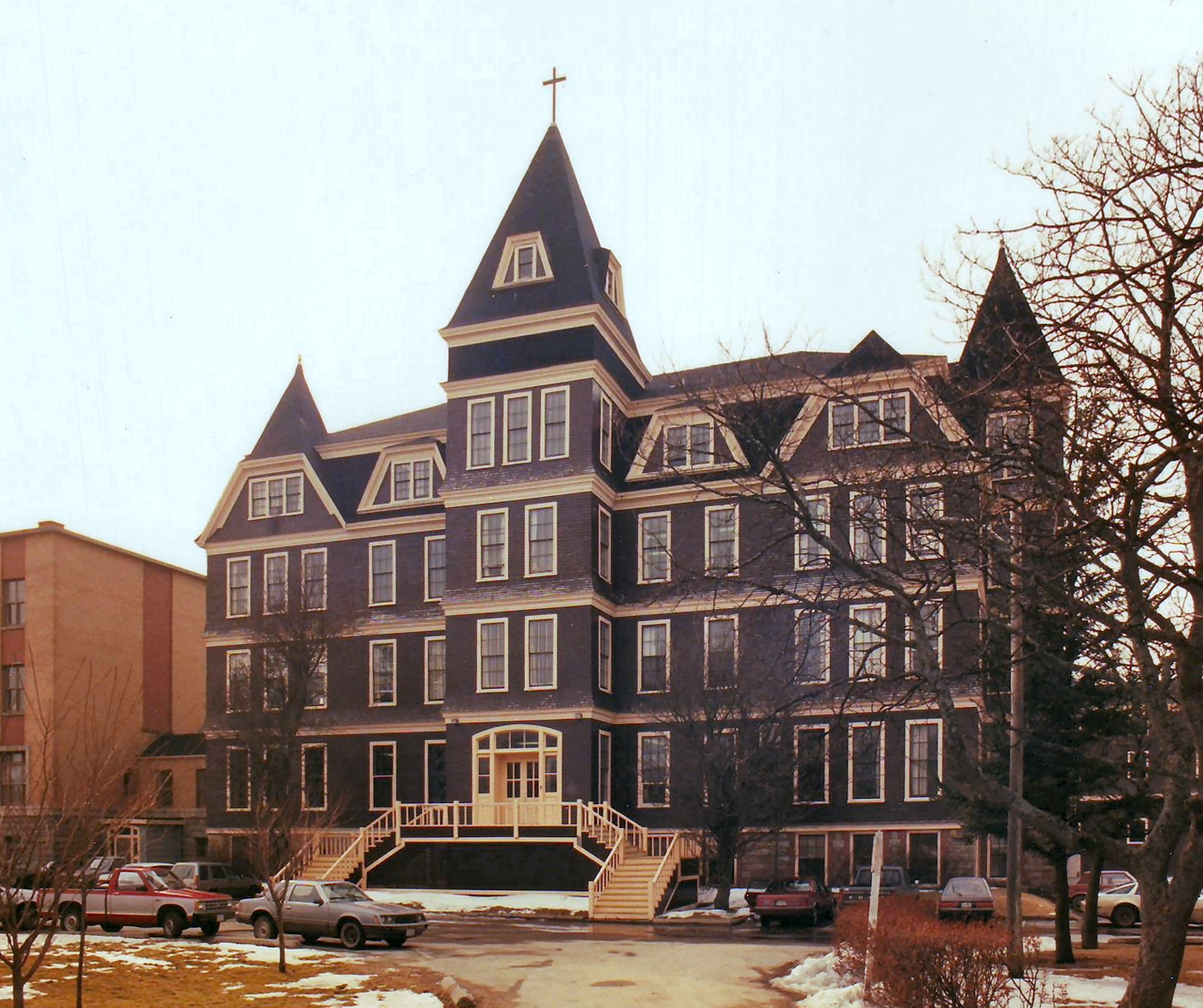
L'édifice principal de l'Université Sainte-Anne.

### Éducation et langue
La Nouvelle-Écosse bénéficie d'un réseau d'écoles unilingues francophones, le Conseil scolaire acadien provincial. Il gère 23 écoles, offrant des cours de la prématernelle (Grandir en français) à la 12e année et comptant 6 500 élèves et 1 200 employés. L'université Sainte-Anne offre une formation collégiale et universitaire. Elle possède des campus à Halifax, Petit-de-Grat, Pointe-de-l'Église, Saint-Joseph-du-Moine et Tousquet. Plusieurs élèves vont par contre étudier dans les NSCC anglophones ainsi qu'au Nouveau-Brunswick et au Québec. Certaines communautés possèdent une bibliothèque publique mais la plupart doivent se contenter d'un bibliobus.
La province bénéficie d'un journal francophone hebdomadaire, Le Courrier de la Nouvelle-Écosse, publié dans la Baie-Sainte-Marie, ainsi que quelques publications locales. 
Quatre radios communautaires qui diffuse en français existent dans la province : Radio CIFA-FM 104,1 au Sud-ouest (Clare et Argyle), Radio CKRH-FM Oui 98,5 à Halifax, Radio Richmond CITU-FM à Isle Madame, et Radio CKJM-FM 106,1 à Chéticamp diffuse aussi à Pomquet sur 92,5 et à Sydney sur 97,5.  Chéticamp possède aussi une station de télévision par câble, CHNE. Finalement, la télévision et la radio de la Société Radio-Canada sont captées partout. De plus, il est possible de capter certaines stations néo-brunswickoises, québécoises et même françaises, via Saint-Pierre-et-Miquelon.

### Politique
Les Acadiens de la Nouvelle-Écosse sont représentés au sein de diverses organisations communautaires ainsi que par la Fédération acadienne de la Nouvelle-Écosse et du Conseil jeunesse provincial. Elles sont à leur tour membres de la Société nationale de l'Acadie.

### Santé
Le Réseau santé Nouvelle-Écosse est un organisme à but non lucratif qui a pour mission de favoriser l’accès aux services de santé en français en Nouvelle-Écosse. Ce réseau provincial regroupe trois comités régionaux : Nord (Pomquet, Isle-Madame, Chéticamp, Sydney) ; Centre (Truro, comté de Halifax, Amherst, Rive-Sud et Vallée) ; et Sud-Ouest (Argyle, Clare, Yarmouth). Le Réseau Santé Nouvelle-Écosse travaille en collaboration avec le ministère de la Santé, l’Office des affaires acadiennes, le Conseil scolaire acadien provincial, l’Université Sainte-Anne et la Fédération acadienne de la Nouvelle-Écosse.
Le Réseau Santé Nouvelle-Écosse est créé en 2003 afin de permettre l’accessibilité en français aux services de santé et favoriser le mieux-être des francophones dans toutes les régions acadiennes de la Nouvelle-Écosse.  En 2002, la Fédération acadienne de la Nouvelle-Écosse a formé un comité sectoriel et consultatif en santé ayant pour responsabilité de coordonner l’élaboration et la surveillance d’un plan provincial de prestation de services de santé en français.  Dans la même année, la FANE a obtenu du financement et a réalisé des travaux en vue de la formation d'un réseau de santé en Nouvelle-Écosse. Le 1er avril 2009, le Réseau Santé a écrit une nouvelle page de son histoire en devenant un organisme incorporé.

## Régions

### Clare ou la Baie-Sainte-Marie

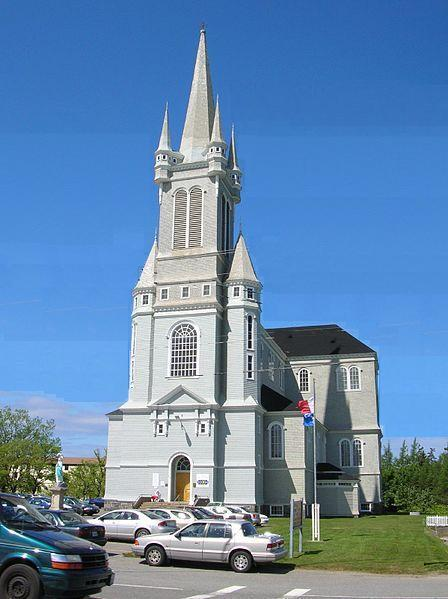
L'église Sainte-Marie de Pointe-de-l'Église, est la plus grande construite en bois en Amérique du Nord.

Le district municipal de Clare est situé à du comté de Digby, au bord de la baie de Fundy.

### Minoudie, Nappan et Maccan
Les villages de Minoudie, Nappan (en) et Maccan sont situés dans le comté de Cumberland, au nord de la province. Ils sont limitrophes d'Amherst à l'est et sont bâtis près de la baie de Fundy, face au Nouveau-Brunswick. Ces villages ne sont plus considérés comme acadiens de nos jours à cause de l'émigration puis de l'assimilation totale des familles restantes. Pourtant, plusieurs familles portent un nom acadien. Ces villages sont accessibles par la route 104 (Transcanadienne).

### Chéticamp

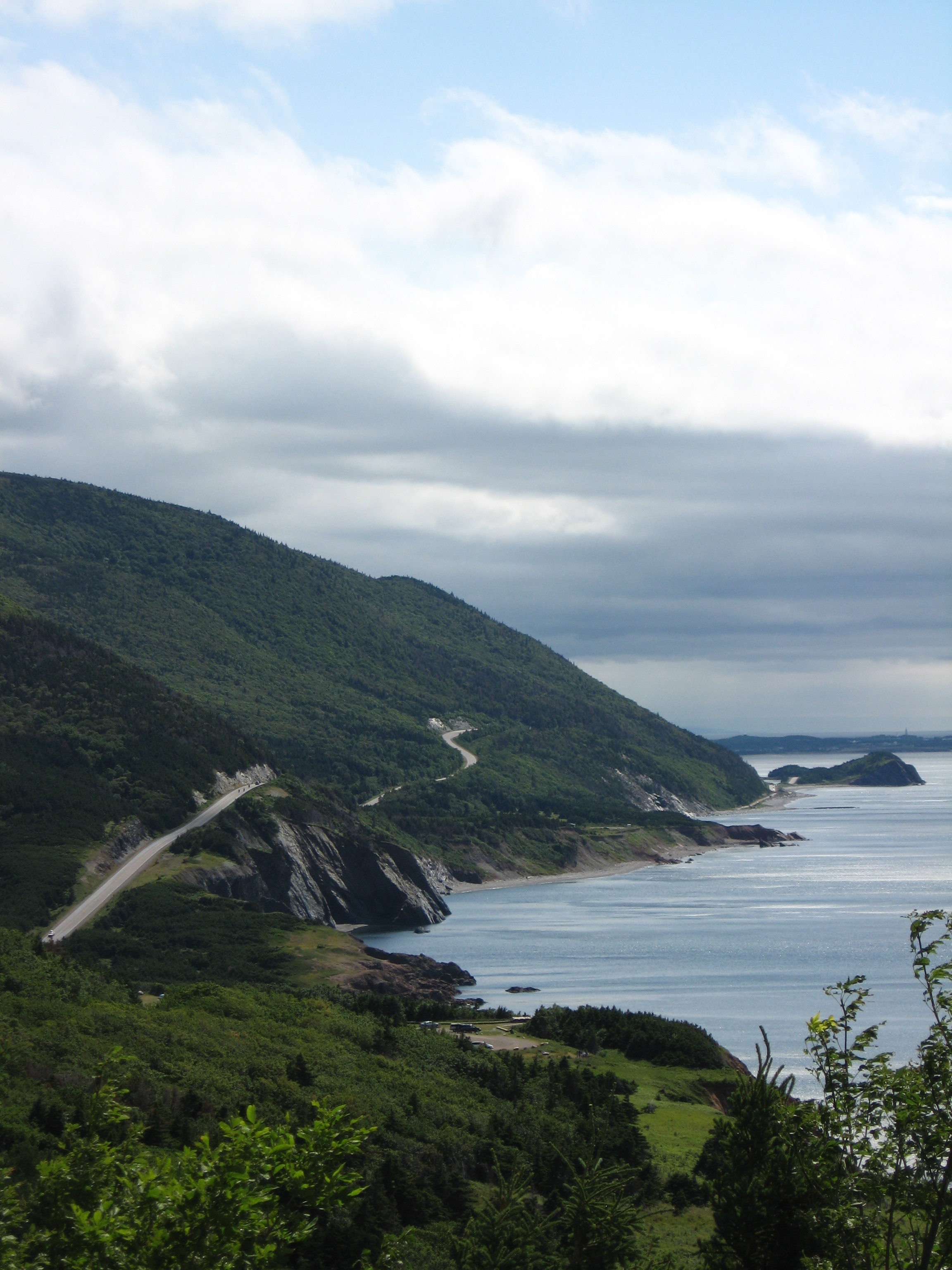
Un paysage du nord de Chéticamp.

Le pays ou région de Chéticamp est situé dans le comté d'Inverness, sur la côte ouest de l'île du Cap-Breton, au bord du golfe du Saint-Laurent. La région comprend la ville de Chéticamp, au nord, ainsi que les villages de Saint-Joseph-du-Moine et de Margaree, vers le sud. Son économie, d'abord fondée sur la pêche, s'est par la suite diversifiée dans la fabrication de tapis puis le tourisme et depuis les années 2000 dans les communications. Chéticamp est situé dans la principale région écossaise. La culture acadienne y est pourtant très vivace et on y retrouve plusieurs musées. Le folklore y est développé. La région est reconnue pour ses tapis houqués. Les paysages montagneux et l'écosystème unique attirent de nombreux touristes, ce qui en fait la région acadienne la plus visitée. Le parc national des Hautes-Terres-du-Cap-Breton est située au nord, accessible par la piste Cabot.

### Isle Madame
D'une superficie de seize kilomètres de long et de onze kilomètres de large, l'Isle Madame, un archipel, est sous la juridiction du comté de Richmond en Nouvelle-Écosse et est séparée de l'île du Cap-Breton par le détroit du passage Lennox. Initialement accessible par traversiers, le premier pont traversant le passage Lennox a été construit à partir de 1916 et inauguré en 1919. Le service de traversier Grandique a été aboli au début des années 1970, au moment où le vieux pont a été démoli pour faire place à un nouveau, le Burnt Island Bridge. 

L'Isle Madame a d'abord été visitée par les Français, les Basques et les Anglais, attirés par la chasse et la pêche, le poisson et le gibier étant très prolifiques dans la région. On y trouvait des centaines de milliers de morses, aujourd'hui exterminés, et très prisés à l'époque pour leur huile. Les environs regorgeaient de denrées alimentaires, ce qui justifiait la présence européenne. Pendant quelques générations, les Basques ont exploité des usines de poissons sur l'île et ont assimilé des familles acadiennes.
L'Isle Madame compte aujourd'hui environ 4300 habitants situés dans les communautés de l'île, dont la plupart sont francophone acadien:
Anse Samson,
Arichat,
Rocky Bay,
Boudreauville,
Cap Auguet,
Cap La Ronde,
D'Escousse,
Lennox Passage,
Lochside,
Martinique,
Petit-de-Grat,
Petite Anse,
Pointe-Alderney,
Poirierville,
Pondville,
Port-Royal,
Poulamon et Arichat Ouest.

### Pomquet, Tracadie et Havre-Boucher
Le comté d'Antigonish, au nord de la province, compte une région acadienne. Les villages de Pomquet, Tracadie et Havre-Boucher s'étendent successivement vers l'ouest au bord de la baie Saint-Georges, entre la ville d'Antigonish et le détroit de Canso. Antigonish est une ville universitaire au centre d'une région écossaise comptant aussi une communauté micmaque, à Paqtnkek. Ces trois villages ne sont en fait pas exclusivement acadiens et l'assimilation a commencé dès la fin du XIXe siècle. Un carnaval d'hiver, une station de radio et une école contribuent aujourd'hui à la survie de cette culture. La région est accessible via la route 104 (Transcanadienne).

### Halifax

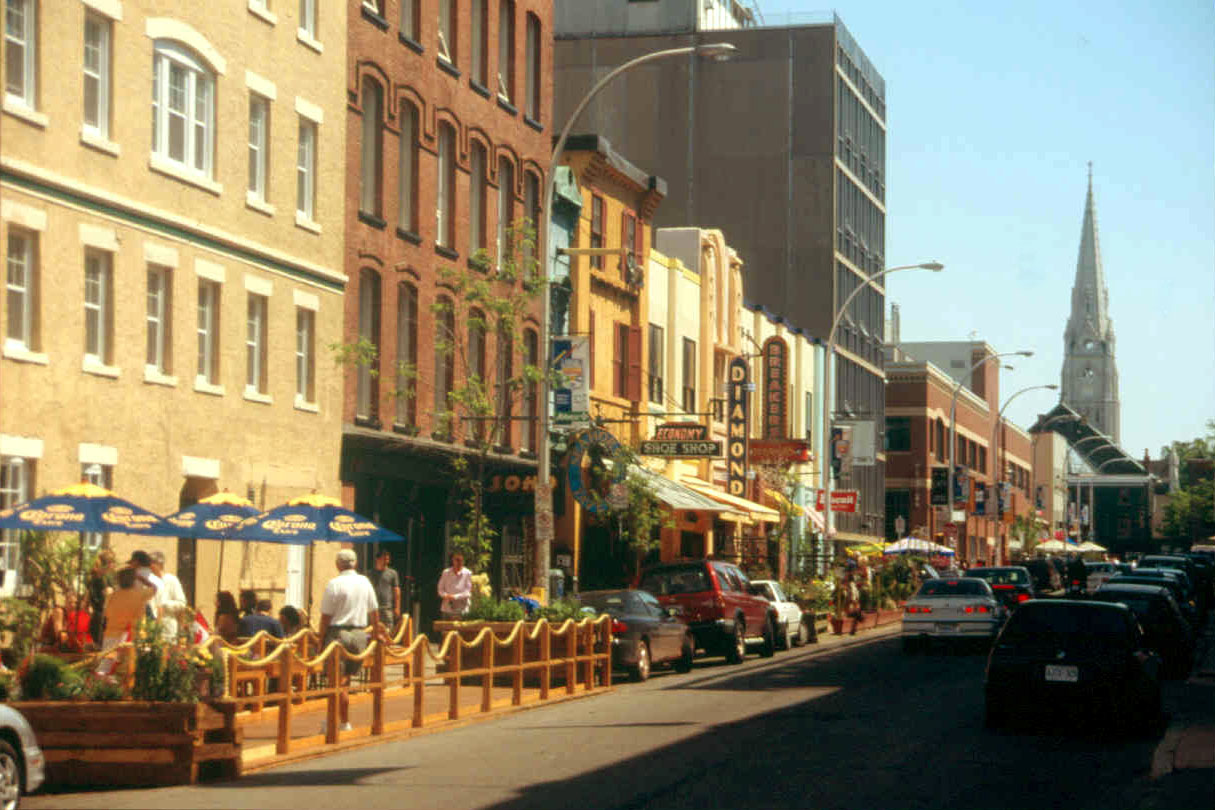
Une rue commerciale d'Halifax.

Halifax est la plus grande ville des provinces Atlantiques. La plupart des 7000 francophones sont Acadiens. Chezetcook-Ouest et Grand-Désert, dans l'est de la ville, sont deux anciens villages acadiens. Cette culture y fut présente jusque dans les années 1950 et peu d'habitants parlent aujourd'hui le français. Halifax est une ville cosmopolite et la majorité des Acadiens y sont éparpillés bien qu'ils possèdent certaines institutions. Halifax est la seule communauté facilement accessible en avion et en train, en plus d'être bien desservie par la route.